# Semisjaur-Njarg sameby
Semisjaur-Njarg sameby är en fjällsameby i Norrbottens län.
Semisjaur-Njarg sameby har vår-, sommar- och höstbetesland i Pieljekaise nationalpark. Vinterbetesland finns främst kring Byskeälven från Myrheden och nedströms.